# Obodas I

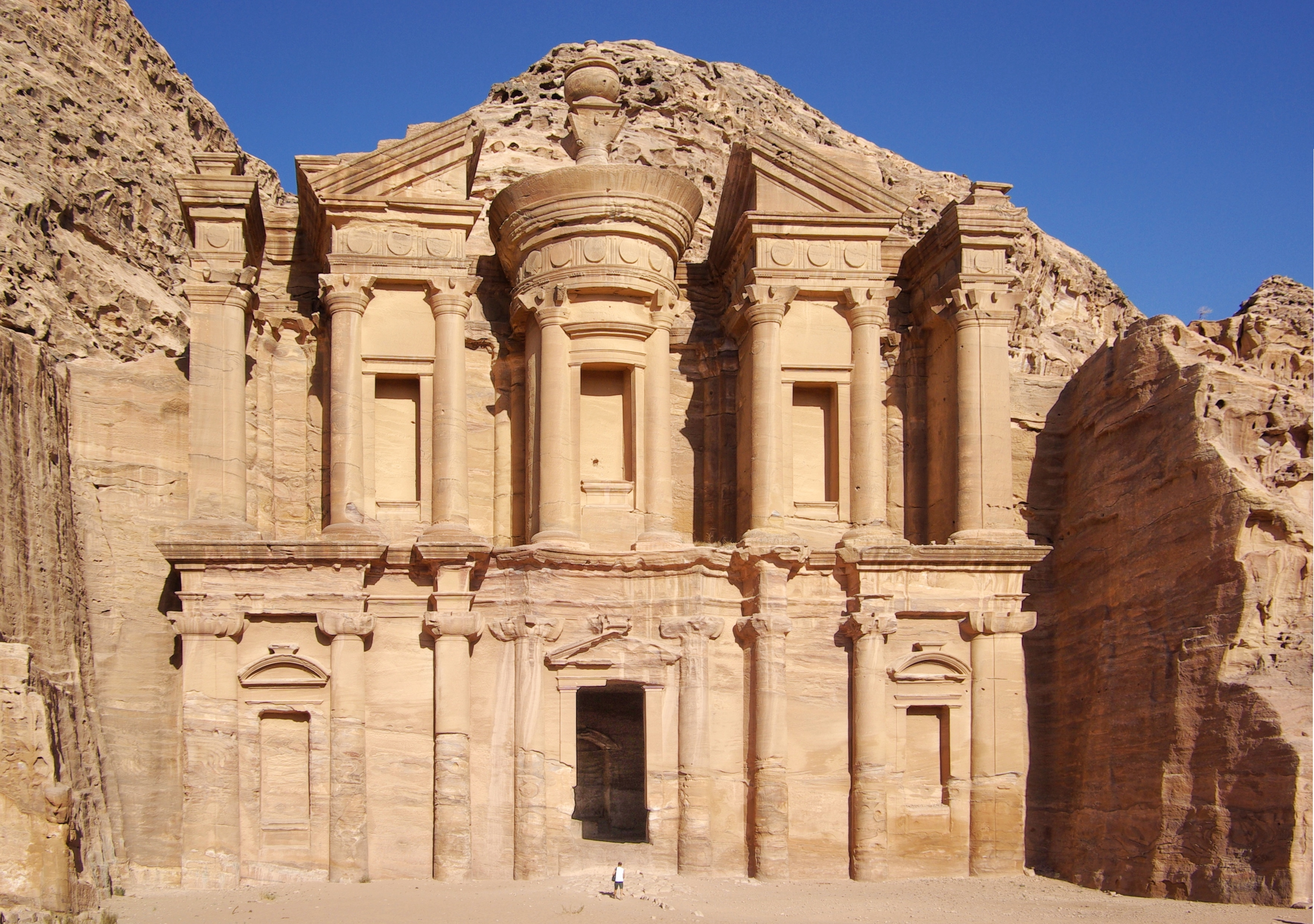
Het Klooster in Petra was een tempel ter ere van Obodas I.

 Obodas I was 96  v.Chr. - 85  v.Chr. koning van de Nabateeërs.
Hij was de opvolger van Aretas II, van wie hij een oorlog met het Hasmonese koninkrijk erfde. Hij versloeg hen circa 93  v.Chr. op de Golanhoogten. Dit leidde ertoe dat Alexander Janneüs -die ook bedreigd werd door de Seleuciden- vrede met hem sloot. Moab en Gilead (twee berglanden ten oosten van de Dode Zee en de Jordaan) werden teruggegeven. De toegenomen macht van het hof in Petra begon de Seleuciden zorgen te baren en Antiochus XII Dionysus leidde in 88 v.Chr. en het jaar erop twee veldtochten tegen Obodas. Deze wist echter de invallers de Negev in te lokken en vernietigend te verslaan. Na zijn dood werd Obodas als godheid vereerd. Hij werd opgevolgd door zijn zoon Aretas III.